# 一ノ矢八坂神社
一ノ矢八坂神社（いちのややさかじんじゃ）は、茨城県つくば市玉取に鎮座する神社。近代社格制度に基づく旧社格は郷社であった。ニンニク祭りと通称される、祇園祭を催行する。
付近にある筑波大学一の矢学生宿舎の名称はこの神社に由来する。

## 歴史
清和天皇の治世、貞観元年（859年）に創建されたとされる。この説では、山城国愛宕郡（現・京都市）の八坂神社から勧請されたとする。ただし『大穂町史』では、確証があるのは神社に残る宝鏡の制作年代から南北朝時代までであり、それ以前に存在したかどうかについては「なんともいいがたい」としている。天慶年間（938年 - 947年）には藤原秀郷が参拝に訪れ、平将門討伐のための戦勝祈願として矢を納めたと伝えられる。
小田氏が権勢を誇っていた頃には、同氏の崇敬を受け「玉取の里御花園」と呼ばれ、同氏がたびたび来遊したほか、弓矢の奉納を受けている。そのため小田城の落城に伴い、天正年間（1573年 - 1593年）に兵火に遭い、社殿を焼失した。（神社のある玉取村は小田城への侵攻路上にあった。）また常陸国にありながら下総国に勢力を持った結城氏の崇敬をも集め、同氏の寄進状の中に八坂神社の祠官とみられる「六郎大夫」の名が見られる。
その後、地域住民によって文禄年間（1593年 - 1596年）に社殿が再建され、玉取藩主の堀通周が延宝4年4月（グレゴリオ暦：1676年5月）に本殿の造営を行った。また堀利寿が宝永8年3月（グレゴリオ暦：1711年4月）に拝殿を造営した。江戸時代の一ノ矢八坂神社は一般に天王社と呼ばれ、別当の天台宗薬王院の支配下に置かれていた時期があり、禰宜ではなく半僧半俗の別当職が祭祀を行っていた。享保年間（1716年 - 1736年）の届書によれば、境内地の面積は2,552坪（≒8436m2）で、馬草場・御手洗（池）・御旅所林・天王免田畑を所有し、税を免除されていた。また祭礼に集う人々を目当てに茶店が建ち、周辺に門前町（鳥居前町）が形成された。こうして町が発達したことから一ノ矢の村人30人は玉取村からの分離独立を企図して分村願を提出するに至ったが、評定所は分村を認めず一ノ矢は玉取村に残留した。
明治時代になると、近代社格制度に基づき郷社に列せられた。1994年（平成6年）時点の境内地の面積は3,746坪（≒12,383m2）、社有地は5反5畝12歩（≒5,494m2）であった。

### 一ノ矢の地名伝説
社名であり鎮座地周辺の地名でもある「一ノ矢」には、次のような地名の由来に関する伝説がある。
| 「 | 昔、この地域に飛来したカラスが農作物を荒らし、村人は困っていた。そこでカラスを退治しようと弓の名人が集められた。その場所を「天矢場」（てんやば）という。弓の名人はカラスに矢を放ち、1つ目の矢でカラスを射落としたところを「一ノ矢」、2つ目の矢でカラスを射落としたところを「二ノ矢」と呼ぶようになり、それぞれ天王を祀った。射落としたカラスは6本足で玉を持っていたため、以来この村の名は玉取村となった。 | 」 |

一方、社伝では微妙に伝説の内容が異なっている。
| 「 | 昔、3本足のカラスがこの地域に飛来した。弓の名人である友永は後に「天矢場」と呼ばれる地に櫓を建て、カラスに向けて矢を放った。1つ目の矢と2つ目の矢は射損じたが、3つ目の矢でカラスを射落とした。それぞれの矢が落ちたところには一ノ矢、二ノ矢、三ノ矢の地名が付いた。射落としたカラスは玉を持っていたため、以来この村の名は玉取村となった。カラスは「たまつかの坂」の塚に埋めたが、夜に亡霊となってウシの姿で現れたため、ある晩に友永が退治した。カラスが持っていた玉は筑波山権現に奉納した。 | 」 |

## 信仰・祭礼
祭神は素戔嗚尊（すさのおのみこと）で、除災厄病・海上安全のご利益があるとして信仰されてきた。このため海から離れた内陸部に鎮座するものの、漁業関係者の参拝も多い。茨城県における牛頭天王信仰（祇園信仰）の中心であり、一ノ矢八坂神社の天王様（ニンニク祭り）が終わらないうちはほかの神社で天王様（祇園祭）はしないと言われており、当社の祭りの後から旧暦6月の月末までの間に茨城県の多くの神社で天王様（祇園祭）が行われる。一方で、地元・玉取地区の産土神としての信仰もある。1990年（平成2年）の朝日新聞による取材によれば、当時の参拝者は元からの地域住民よりも筑波研究学園都市にある研究所の職員や大学教員が多かったといい、大学院生が結婚式を挙げることもあった。
御朱印の授与は行っておらず、参拝者が各自授与所の前に掲げているQRコードを読み取って保存するという形式を採っている。
祭礼としては下記のニンニク祭りのほか、元旦祭、節分祭、五六祭（5月6日）、九六祭（9月6日）、新穀感謝祭（12月21日）がある。

### ニンニク祭り

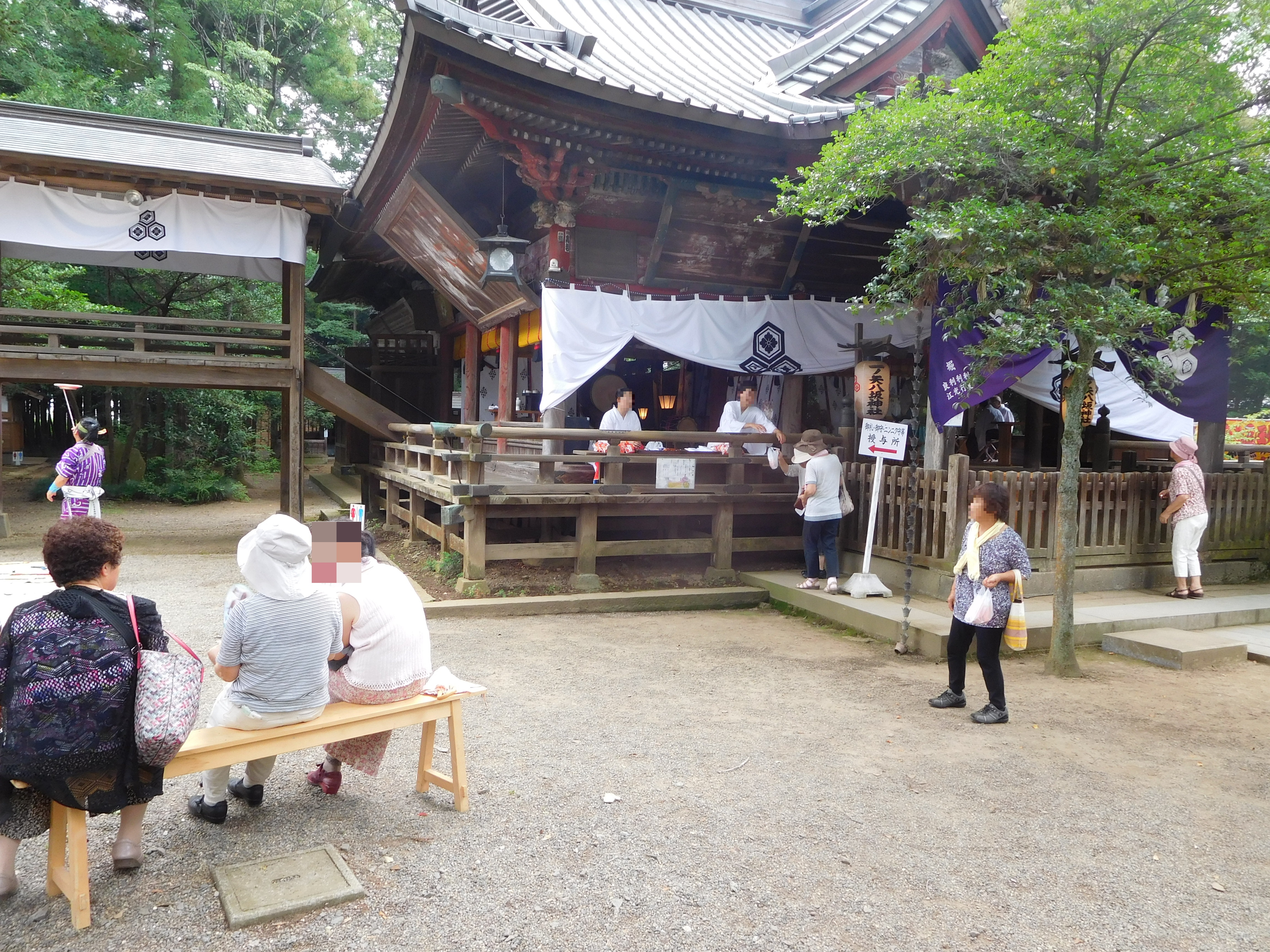
ニンニク祭り

一ノ矢八坂神社の例祭は旧暦の6月7日に催行される祇園祭であるが、一般に「ニンニク祭り」と呼ばれている。これは天明年間（1781年 - 1789年）に大飢饉が発生し、疫病も流行したため領主の堀田正英がニンニクの常食を勧めたのが始まりであるとされる。別の説では素戔嗚尊が朝鮮半島へ征伐に向かうときに少彦名命からニンニクの効用を教えたことによるとする。本来は14日間続く祭りであるが、一般に中間の7日を大祭とする。この大祭当日は神輿が出るが、担ぎ手の8人は紙をくわえて無言で担ぎ、10数人が警護する。
境内には露天商が隙間なく出店し、ニンニクを売る露店が出店する。宝永元年（1704年）に町立場が認められ、15人の地元百姓や他国の商人が出店したという記録がある。ここで買い求めたニンニクを家の門口に吊るしておくと病気や災難から逃れられるという信仰があり、近所の人にも配る。
「高田五兵衛家文書」の中にある「一ノ矢牛頭天王祭礼役人覚書」には、文安2年（1445年）時点の祭りの奉仕者について記載があり、神輿を中心に別当、幣帛持、長刀持、鉾持、御腰懸持、幣帛頭戴サセ役が行列をなして巡行する祭りであったことが窺える。ただしこの文書は近世に作成されたものであり、文安2年当時の情勢を正確に伝えているかは不明である。徒歩が主な移動手段であった頃には、夕刻の神輿渡御の際に大変な人出があったという。

## 文化財
社宝として宝剣1振、小田氏寄進の鏡2面、瑞花雙鳥八稜鏡などがある。
八坂神社本殿
時の藩主・堀通周が延宝4年4月（グレゴリオ暦：1676年5月）に造営したものとされる。ただし神社に残る棟札は宝永8年（1711年）のものであり、彫刻の様式から実際には宝永8年の建立であると推定されている。華麗な彫刻を特徴とし、一間社流造としては縁下の部と縁上の部が別個に作られたところが珍しい。間口・奥行ともに7尺（≒2.12m）、面積は1坪（≒3.3m2）ほどである。前面に拝殿と幣殿があり、本殿は覆屋の中にある。なお、拝殿と覆屋はつくば市指定文化財である。1959年（昭和34年）5月22日指定の茨城県指定文化財（建築物）。
瑞花雙鳥八稜鏡（ずいかそうちょうはちりょうきょう）
径10cmの白銅の鏡で、社宝とされている。鏡背文様は、内区は中央に花文鈕座（かもんちゅうざ）を配し鳳凰と瑞花を上下に並べ、外区は唐草文と胡蝶を配する。永禄年間（1558年 - 1570年）に小田氏治が献納したものとされる。1965年（昭和40年）2月24日指定の茨城県指定文化財（工芸品）。
一ノ矢の大ケヤキ
神社南側の鳥居の脇にあるケヤキの大木。1958年（昭和33年）3月12日に茨城県指定天然記念物となったが、1995年（平成7年）9月の台風で幹の上部が折れ、2001年（平成13年）1月25日付けで天然記念物指定を解除された。折れる前の樹高は約30mあり、折れた幹や枝の搬出作業にはレッカー車が出動するほどであった。木は枯損し、台風で折れた後も「ご神木」として保護されていたが、2012年（平成24年）5月の豪雨で完全に倒壊し、失われた。
八坂神社拝殿
宝永8年（1711年）に建立されたもので、鋼板葺きの入母屋造である。面積は15坪（≒49.6m2）、桁行・梁行ともに3間。幣殿と一体化しており、江戸時代中期の建築・彫刻様式を呈する。1984年（昭和59年）9月1日指定のつくば市指定文化財。
八坂神社覆屋
慶応3年（1867年）に建立されたもので、鋼板葺きの入母屋造である。名前の通り、本殿を保護するために建築されたもので、江戸時代末期の建築・彫刻様式を呈する。1984年（昭和59年）9月1日指定のつくば市指定文化財。
八坂神社境内古墳群
神社の境内とその周辺にあった古墳群であるが、残されているのは境内の円墳2基のみである。うち1基の頂上には石棺の板材を寄せ集めて箱状に組み、中に石仏を安置したものが置かれている。文化財指定は受けていない。

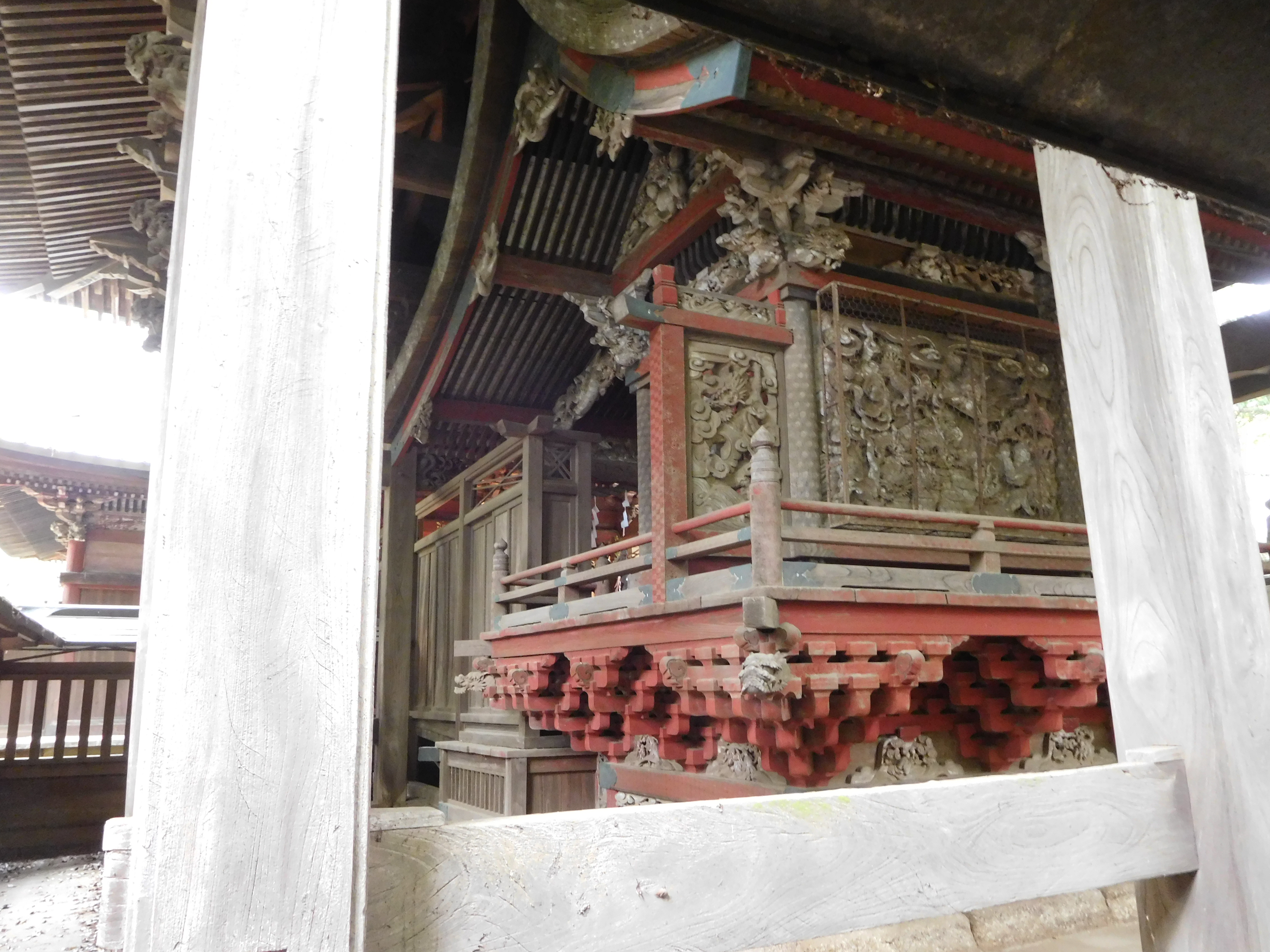
本殿 伝・延宝4年（1676年）建立
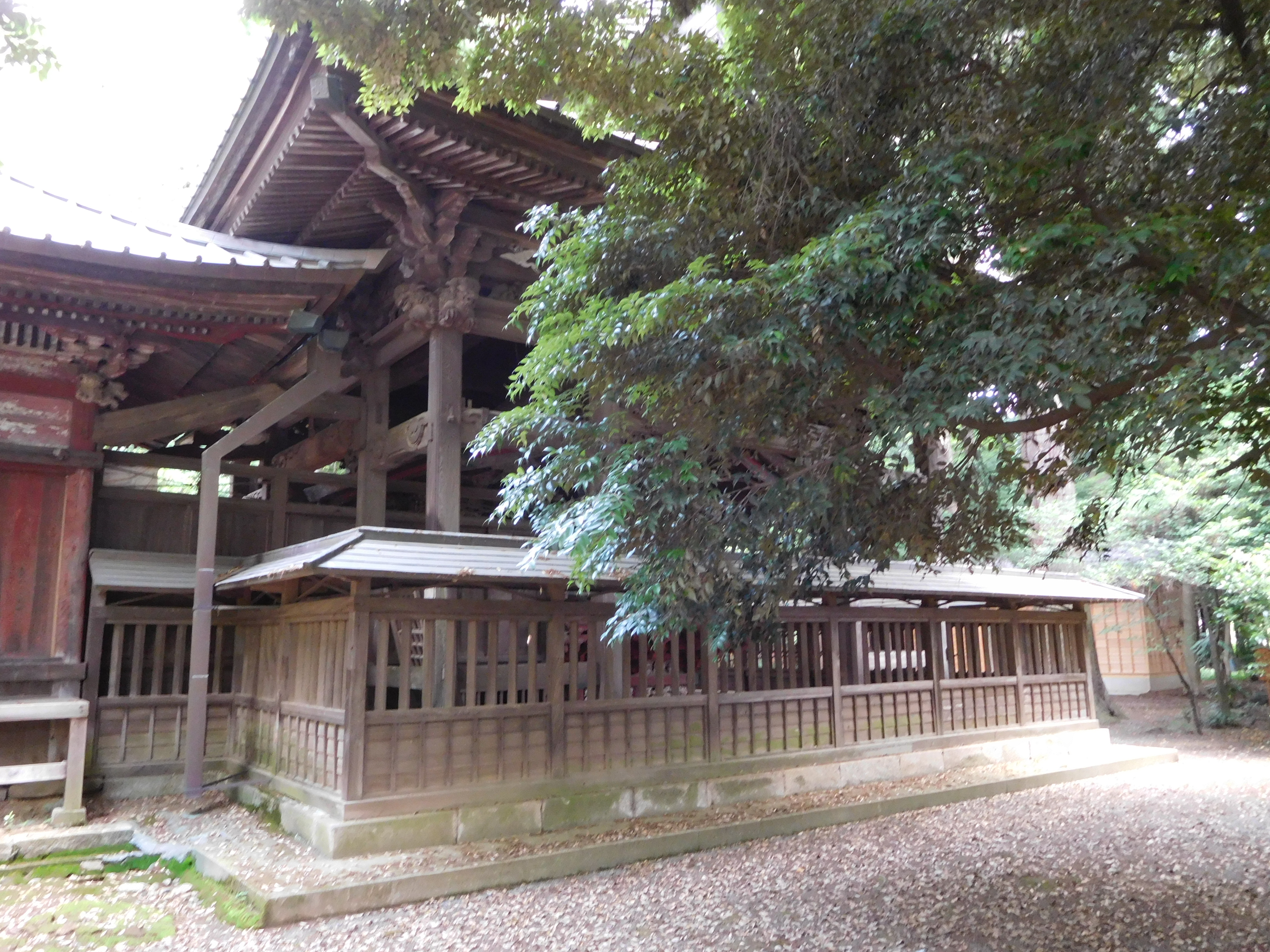
覆屋 慶応3年（1867年）建立
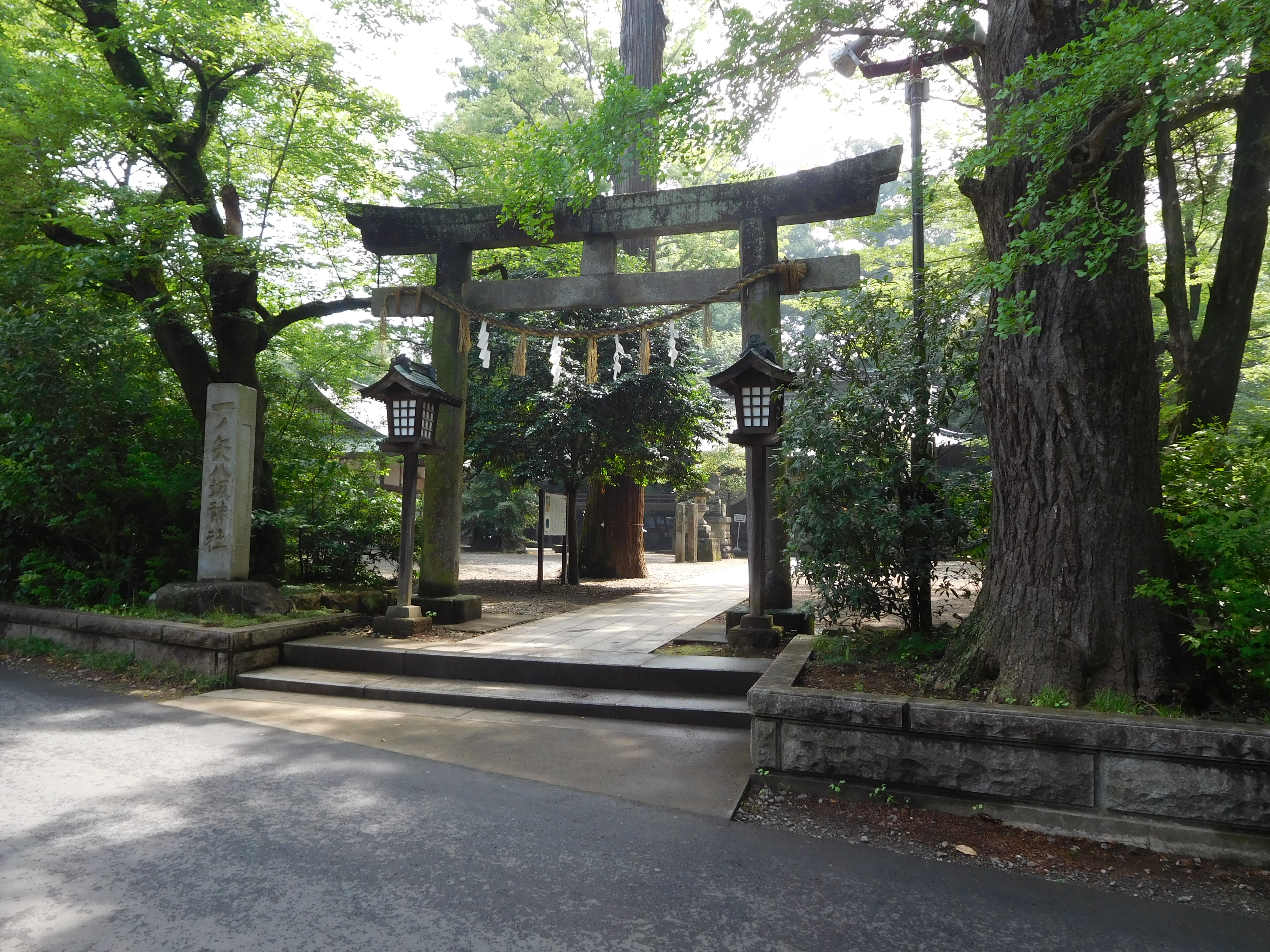
鳥居 正徳3年（1713年）建立
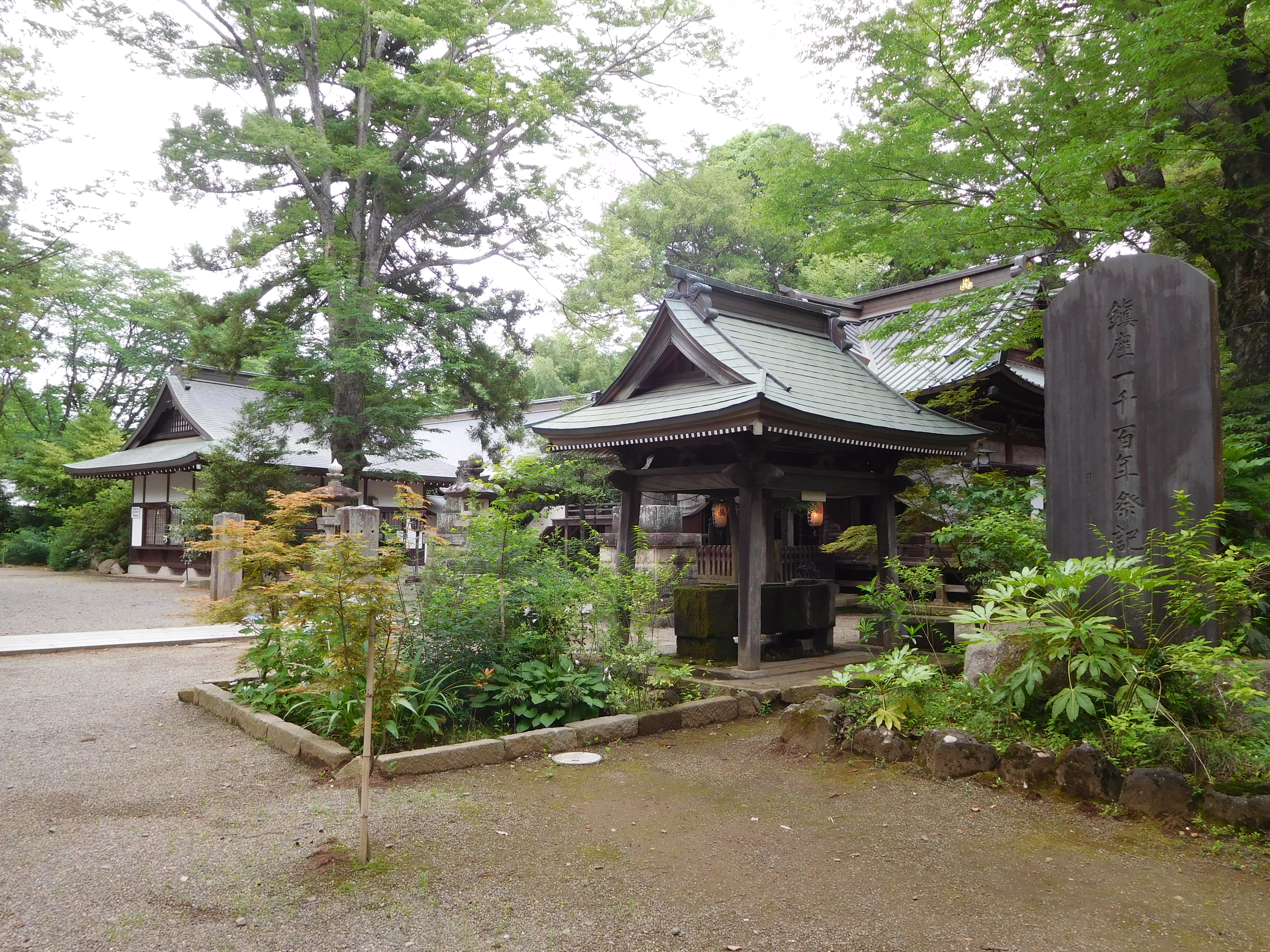
手水舎 左奥の社務所は17.5坪（≒57.85m2）[11]。
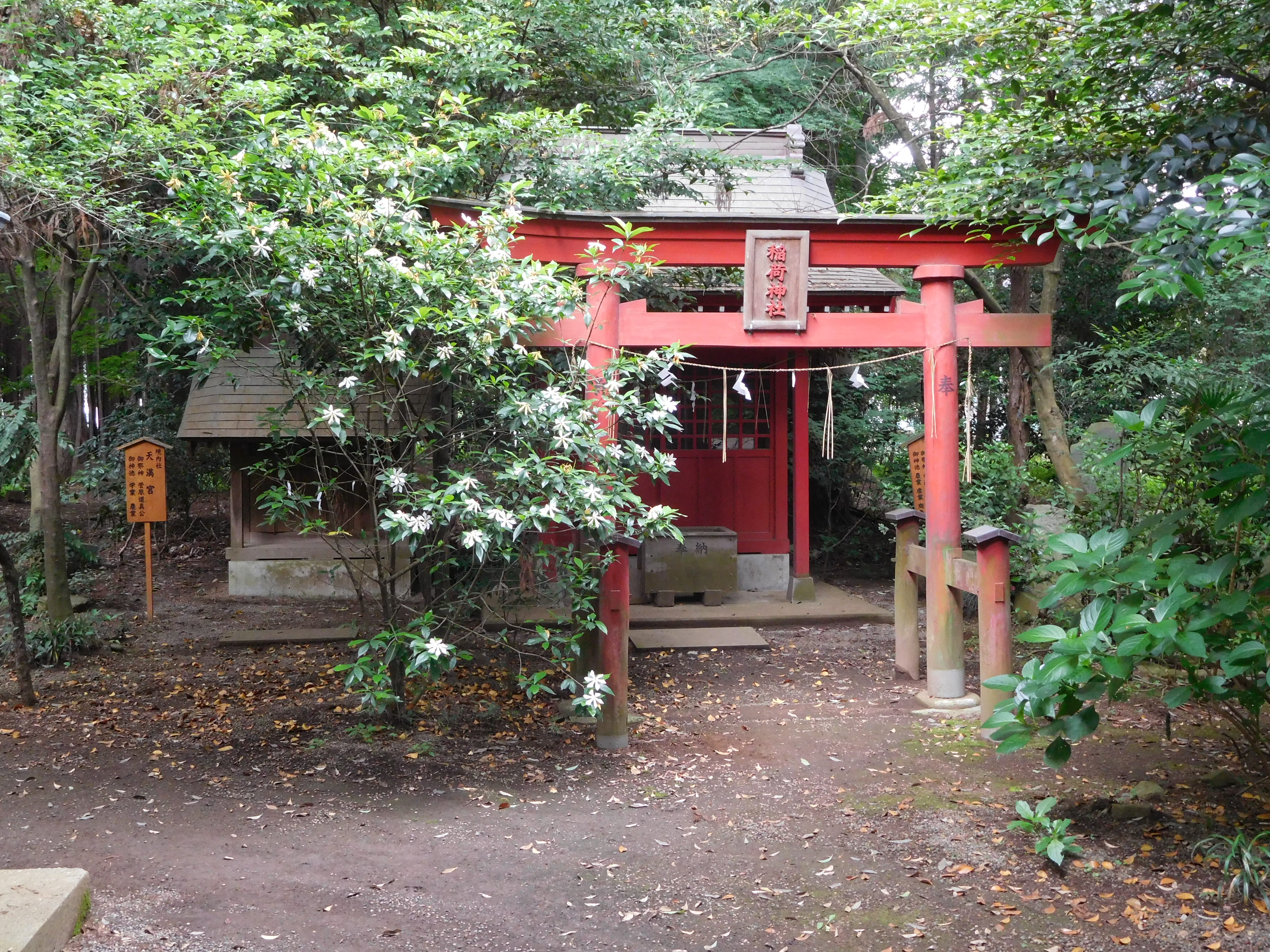
境内社の稲荷神社と天満宮
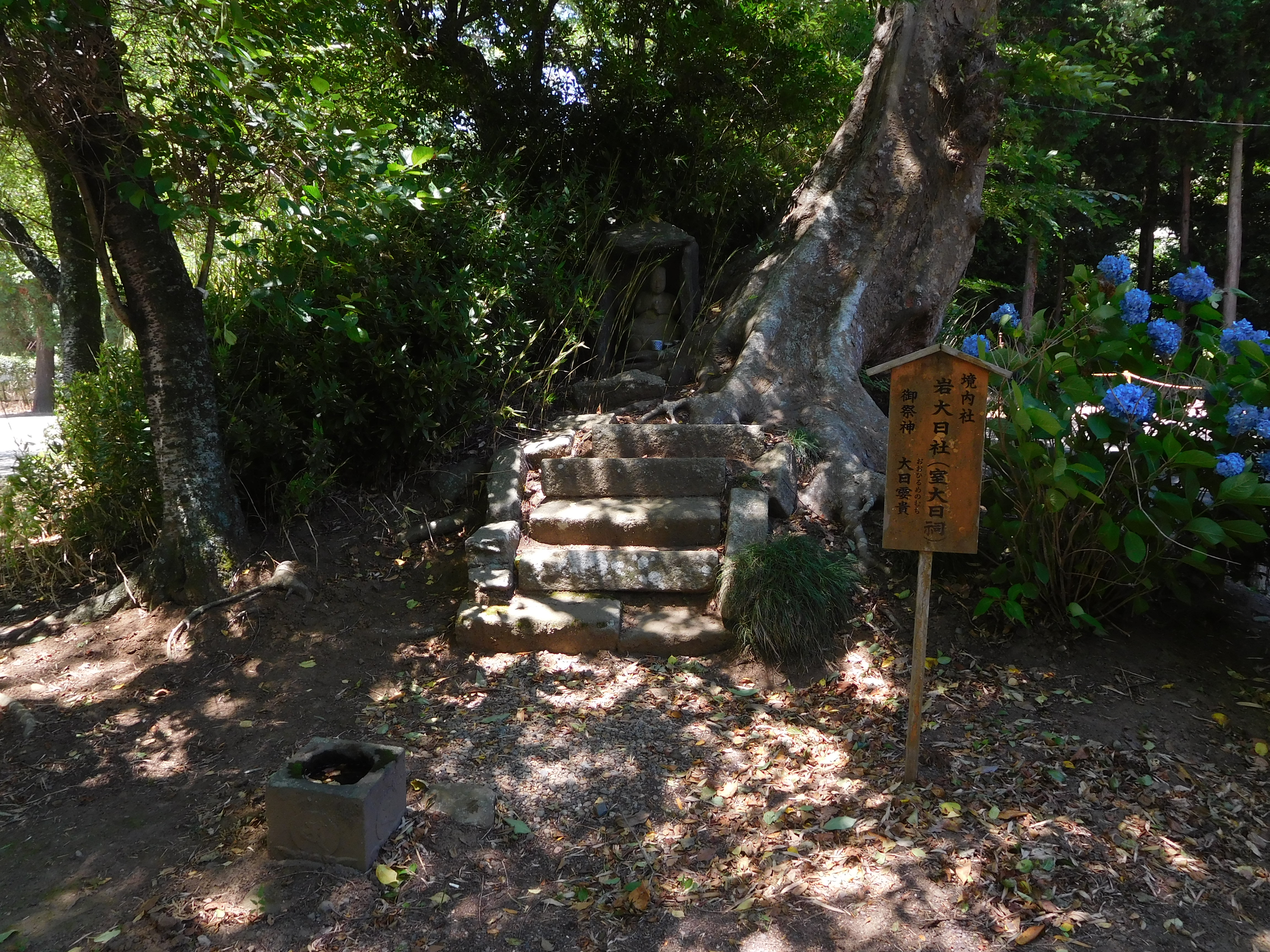
境内社の岩大日社・八坂神社境内古墳群

## 交通
- 公共交通機関利用の場合、JR常磐線土浦駅から関東鉄道バスつくばセンター行きに乗車、「一ノ矢交差点」[34]または「栗原」下車[6]。
- 自動車利用の場合、土浦市方面から学園東大通り（茨城県道55号土浦つくば線）を北上、防災科学技術研究所が左手（西側）に見える「一ノ矢交差点」で右折し、すぐ[6]。